# Willie Fernie
Willie Fernie, död 1924, var en skotsk golfspelare från St Andrews som var framgångsrik i slutet av 1800-talet.
Fernie vann majortävlingen The Open Championship 1883 på Musselburgh då han gick de 36 hålen på 159 slag. Han kom tvåa i tävlingen 1882, 1884, 1890 och 1891.
Fernie arbetade som banarkitekt och ritade ett flertal banor runt om i Skottland, bland annat Royal Troon, Arbory Brae Golf Course, Glasgow Gailes samt Shiskine Golf Club som han designade tillsammans med Tom Morris Sr och Willie Park Sr. Han var klubbprofessional på Royal Troon från 1887 fram till sin död 1924.
| Majorsegrare genom tiderna                                                                                      |                 |               |              |                  |
| 200 olika spelare har vunnit i herrarnas majortävlingar. Willie Fernie var den 10:e spelaren som vann en major. |                 |               |              |                  |
| 1:a | 9:e             | 10:e          | 11:e         | 200:e            |
| Willie Park Sr                                                                                                  | Robert Ferguson | Willie Fernie | Jack Simpson | Louis Oosthuizen |
| Lista över golfens majorsegrare                                                                                 |                 |               |              |                  |